# West Indies Cricket Team in Australien in der Saison 1960/61
Die Tour des West Indies Cricket Teams nach Australien in der Saison 1960/61 fand vom 11. November 1960 bis zum 15. Februar 1961 statt. Die internationale Cricket-Tour war Bestandteil der Internationalen Cricket-Saison 1960/61 und umfasste fünf Tests. Australien gewann die Serie 2–1.

## Vorgeschichte
Für beide Mannschaften war es die erste Tour der Saison.
Das letzte Aufeinandertreffen der beiden Mannschaften bei einer Tour fand in der Saison 1954/55 in den West Indies statt.

## Stadien
Die folgenden Stadien wurden für die Tour als Austragungsort vorgesehen.
| Stadion                  | Stadt     | Kapazität | Spiele       |
| ------------------------ | --------- | --------- | ------------ |
| Adelaide Oval            | Adelaide  | 53.583    | 4. Test      |
| The Gabba                | Brisbane  | 42.000    | 1. Test      |
| Melbourne Cricket Ground | Melbourne | 100.024   | 3. & 5. Test |
| Sydney Cricket Ground    | Sydney    | 48.000    | 2. Test      |

## Kaderlisten
Die Mannschaften benannten die folgenden Kader.
| Test | Test |
| Australien | West Indies |
| --- | --- |
| - Richie Benaud (K) - Peter Burge - Alan Davidson - Les Favell - Wally Grout (wk) - Neil Harvey - Des Hoare - Lindsay Kline - Ken Mackay - Johnny Martin - Colin McDonald - Ian Meckiff - Frank Misson - Norm O’Neill - Bob Simpson | - Frank Worrell (K) - Garry Alexander (wk) - Lance Gibbs - Wes Hall - Conrad Hunte - Rohan Kanhai - Peter Lashley - Seymour Nurse - Sonny Ramadhin - Cammie Smith - Garry Sobers - Joe Solomon - Alf Valentine - Chester Watson |

## Tour Matches
| 2. – 6. Dezember Scorecard | Brisbane | Queensland 431 (120) & 189-8 (69) | – | West Indians 357 (80.4) |
|                            |          | Remis                             |   |                         |

## Tests

### Erster Test in Brisbane
| 9. – 14. Dezember Scorecard | Brisbane | West Indies 453 (100.6) & 284 (92.6) | – | Australien 505 (130.3) & 232 (68.7) |
|                             |          | Unentschieden                        |   |                                     |

Die West Indies gewannen den Münzwurf und entschieden sich als Schlagmannschaft zu beginnen. Dies war der erste Test überhaupt, der mit einem Unentschieden endete.

### Zweiter Test in Melbourne
| 30. Dezember – 3. Januar Scorecard | Melbourne | Australien 348 (66.1) & 70-3 (18.4) | – | West Indies 181 (69.2) & 233 |
|                                    |           | Australien gewinnt mit 7 Wickets    |   |                              |

Australien gewann den Münzwurf und entschied sich als Schlagmannschaft zu beginnen.

### Dritter Test in Sydney
| 13. – 18. Januar Scorecard | Sydney | West Indies 339 (81.6) & 326 (102.4) | – | Australien 202 (74.2) & 241 (72.2) |
|                            |        | West Indies gewinnt mit 222 Runs     |   |                                    |

Die West Indies gewannen den Münzwurf und entschieden sich als Schlagmannschaft zu beginnen.

### Vierter Test in Adelaide
| 27. Januar – 1. Februar Scorecard | Adelaide | West Indies 393 (88.5) & 432-6d (92) | – | Australien 366 (109.6) & 273-9 (120) |
|                                   |          | Remis                                |   |                                      |

Die West Indies gewannen den Münzwurf und entschieden sich als Schlagmannschaft zu beginnen.

### Fünfter Test in Melbourne
| 10. – 15. Februar Scorecard | Melbourne | West Indies 292 (89.7) & 321 (95.7) | – | Australien 356 (121.4) & 258-8 (111.7) |
|                             |           | Australien gewinnt mit 2 Wickets    |   |                                        |

Australien gewann den Münzwurf und entschied sich als Feldmannschaft zu beginnen.

## Statistiken
Die folgenden Cricketstatistiken wurden bei dieser Tour erzielt.
| Tests           | Tests       | Tests   | Tests   | Tests   | Tests   | Tests   | Tests   | Tests   |
| Batting         | Batting     | Batting | Batting | Batting | Batting | Batting | Batting | Batting |
| Spieler         | Mannschaft  | Spiele  | Innings | Runs    | Average | HS      | 100s    | 50s     |
| --------------- | ----------- | ------- | ------- | ------- | ------- | ------- | ------- | ------- |
| Norm O’Neill    | Australien  | 5       | 10      | 522     | 52,20   | 181     | 1       | 3       |
| Rohan Kenhai    | West Indies | 5       | 10      | 503     | 50,30   | 117     | 2       | 2       |
| Garry Alexander | West Indies | 5       | 10      | 484     | 60,50   | 108     | 1       | 5       |
| Bobby Simpson   | Australien  | 5       | 10      | 445     | 49,44   | 92      | 0       | 4       |
| Garry Sobers    | West Indies | 5       | 10      | 430     | 43,00   | 168     | 2       | 1       |
| Bowling         |             |         |         |         |         |         |         |         |
| Spieler         | Mannschaft  | Spiele  | Overs   | Wickets | Average | BBI     | 5W      | 10W     |
| Alan Davidson   | Australien  | 4       | 8       | 33      | 18,54   | 6/63    | 5       | 1       |
| Richie Benaud   | Australien  | 5       | 10      | 23      | 33,86   | 5/96    | 1       | 0       |
| Wes Hall        | West Indies | 5       | 10      | 21      | 29,33   | 5/63    | 1       | 0       |
| Lance Gibbs     | West Indies | 3       | 6       | 19      | 20,78   | 5/66    | 2       | 0       |
| Garry Sobers    | West Indies | 5       | 9       | 15      | 39,20   | 5/120   | 1       | 0       |